# 大白菜
大白菜（学名：Brassica rapa pekinensis，异名Brassica campestris pekinensis或Brassica pekinensis）是一种原产于中國的蔬菜，又稱卷心白菜、包心白菜、黃芽白、膠菜等，在粤语裡叫“紹菜”。
大白菜與小白菜是近親，同属蕓薹的亞種。和原产地中海沿岸的高麗菜雖然類似，但並非同種。

## 形态
二年生草本，喜凉冷气候。叶生于短缩茎上，叶片薄而大，分为外叶和内叶，椭圆或长圆形，浓绿或淡绿色，心叶为白、绿白或淡黄色，叶柄宽扁，两侧有明显的叶翼；扁圆形到长筒形的叶球；总状花序，黄色花。长角果，内生褐色的种子数十粒；种子近圆形，红褐色或黄褐色。
大白菜有宽大的菜叶和白色菜帮。多重菜叶紧紧包裹在一起形成圆柱体，多数会形成一个密实的头部。被包在里面的菜叶由于见不到阳光绿色较淡以至呈淡黄色。按叶球的包合情况，分结球、半结球、花心和散叶等类型。

## 历史

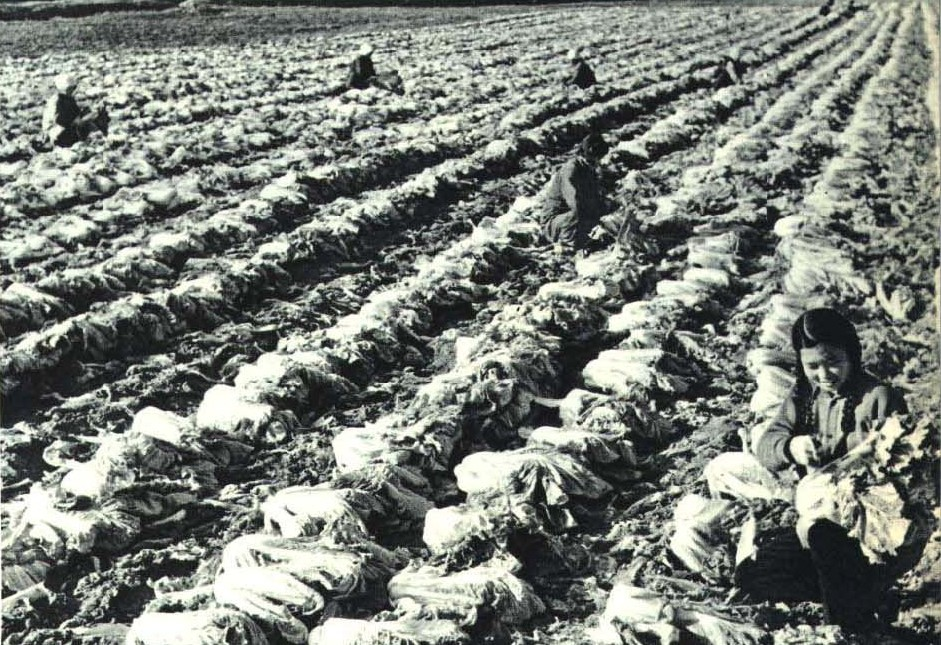
1963年的中国大陆白菜种植

白菜由中国人培育产生，古时称“菘”，至少从南北朝时起就是中国南方最常食用的蔬菜之一。唐代出现了白菘、紫菘和牛肚菘等不同的品种。宋代陆佃的《埤雅》中说：“菘性凌冬不凋，四时常见，有松之操，故其字会意，而本草以为耐霜雪也”。寇宗奭《本草衍義》說：“菘菜，其味微苦，葉嫩。”。蘇東坡在黃州煮魚是將鮮鯽魚或鯉魚收拾好，未開火，先下魚，放鹽，然後“以菘菜心芼之”。元朝时民间开始称其为“白菜”。明朝中医学家李时珍在《本草纲目》中记载：“菘性凌冬晚凋，四时常见，有松之操，故曰菘。今俗之白菜，其色清白。”《本草纲目》记载了一些白菜的药用价值。
明代以前白菜主要在长江下游太湖地区栽培，明清时期不结球白菜（小白菜）在北方得到了迅速的发展。与此同时在浙江地区培育成功结球白菜（大白菜）。18世纪中叶（康乾盛世）在北方，大白菜取代了小白菜，且产量超过南方。华北、山东出产的大白菜开始沿京杭大运河销往江浙以至华南。鲁迅在《朝花夕拾》的《藤野先生》一文中说：“大概是物以希（稀）为贵罢。北京的白菜运往浙江，便用红头绳系住菜根，倒挂在水果店头，尊为‘胶菜’”。
大白菜是在明朝时由中国传到朝鮮王朝的，之后成了朝鲜泡菜的主要原料。韩国电视剧《大長今》中有主人公试种从明国引进的菘菜（大白菜）的情节。
日本初见大白菜是1875年明治8年的东京博览会清政府的展台，明治政府花钱买回了3株展品，在爱知植试种2颗，东京试种1颗，但全都结不了菜球以失败告终。20世纪初，日俄战争期间，有些日本士兵在中国东北尝到这种菜觉得味道不错，于是把它的白菜种子带到了日本。最終到了仙台宫城农学校的老师沼仓吉兵卫手上，花了20年，往返中日歷經挫折終於在仙台培育出白菜。目前在日本市场上出售的食品工厂生产的饺子，基本都是豬肉白菜馅的。
今天，世界各地许多国家都引种了白菜。

## 食用

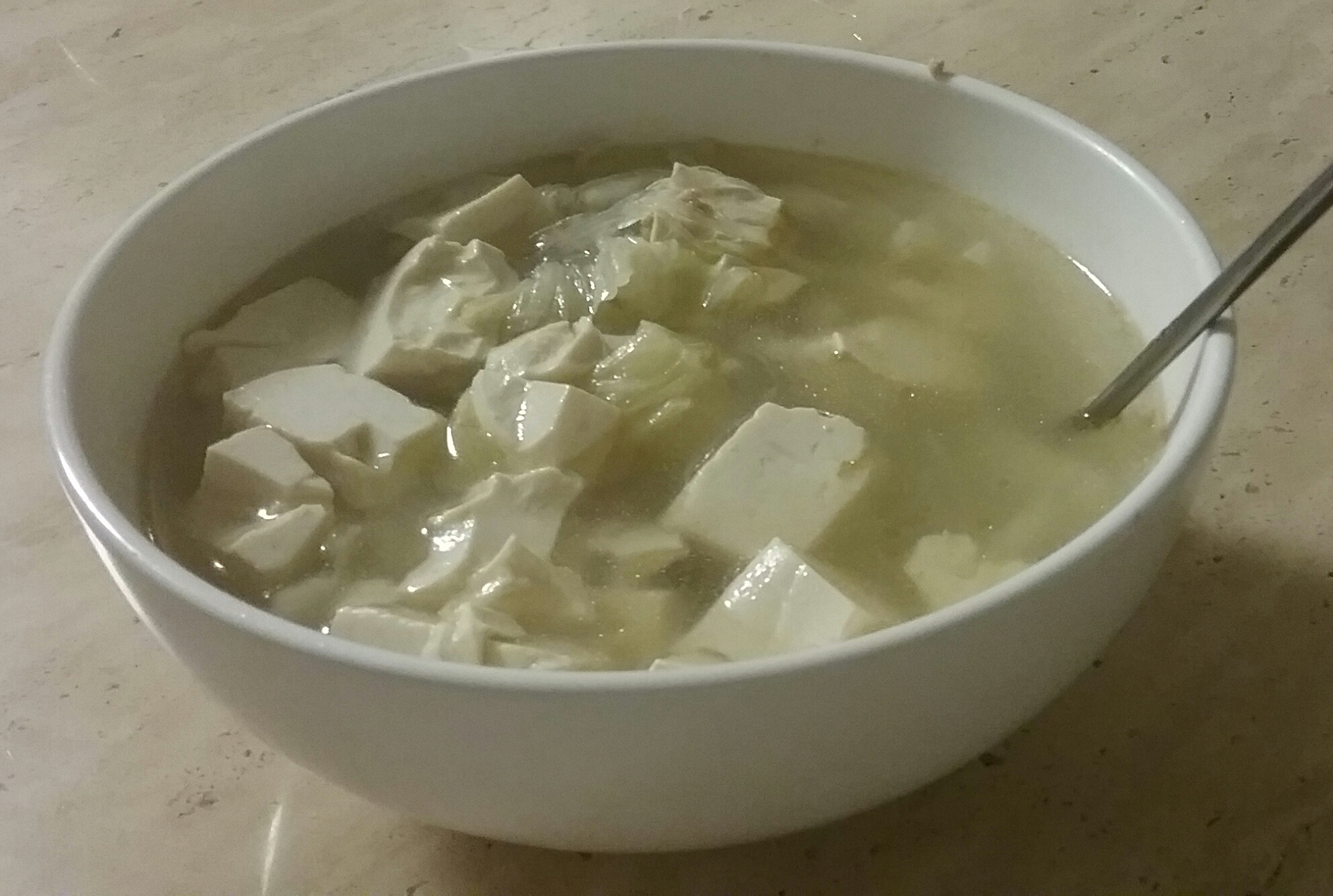
白菜豆腐湯

大白菜性喜凉冷气候，冬季食用品质佳，且因耐储存，所以在中国，特别是北方的老百姓对白菜有特殊的感情。在经济困难的时期，大白菜是他们在整个冬季唯一可吃的蔬菜，一户人家往往需要储存数百斤白菜以应付过冬，因此白菜在中国演变出了炖、炒、腌、拌各种烧法。冬季在最低气温为-5℃左右时，大白菜完全可以在室外堆储安全过冬，外部叶子干燥后可以为内部保温。如果温度再低，则需要窖藏。不过在过于寒冷的北方还有另外几种冬季储存白菜的方法，如在朝鲜北方和中国东北东部腌制朝鲜冬菜，在中国东北西部、内蒙东部和河北北部寒冷以前又缺乏食盐的地区习惯用渍酸菜的方法等储存白菜，韓國最出名的泡菜也是以大白菜為主。
由于大白菜是在秋季玉米收获后播种，初冬收获，产量大，管理容易，但储存需要占地，所以收获期间同时上市价格非常便宜。一些商家在促销商品时常用“某某商品白菜价”的口号宣传其廉价。
煮大白菜時適量添加醋，除了可提味，還能使大白菜所含的鈣、磷、鐵等營養素分解，更有利於人體吸收鈣等養分。

## 营养价值
大白菜含有豐富的維生素A、C、鈣、鎂。大白菜维生素C含量高于苹果和梨，与柑橘类相当，而且热量较低。大白菜中的纤维素可促进肠道蠕动，帮助消化。吃大白菜补充钾元素的效果与香蕉相当。大白菜的維生素C和鉬，可以抑制人體內亞硝酸胺的吸收與合成，可能對於癌症有預防作用。

## 品种
大白菜品种繁多，基本有散叶型、花心型、结球型和半结球型几类，主要品种有：
- 以天津为代表的大运河沿岸有三、四百年种植历史的青麻叶（天津绿），绿色菜叶较多，帮薄，纤维少，叶内柔嫩。《静海县志》中曾写道“昔周颙（南朝齊人）称乡味之美，春初早韭，秋末晚菘是也，味美而食久，运河沿岸产者最良。”
- 黄色菜叶为主的品种又称黄芽白菜、黄芽菜、黄芽白，有南北两种。黄芽菜清朝光绪二十四年（1898年）《津门纪略》中记有“黄芽白菜，胜于江南冬笋者，以其百吃不厌也”，以至其又有“北笋”之称。
- 在台湾种植的台湾白菜也是大白菜的一种，比北京大白菜细一些。
- 在台湾，大白菜具有調節夏季蔬菜短缺的功用。

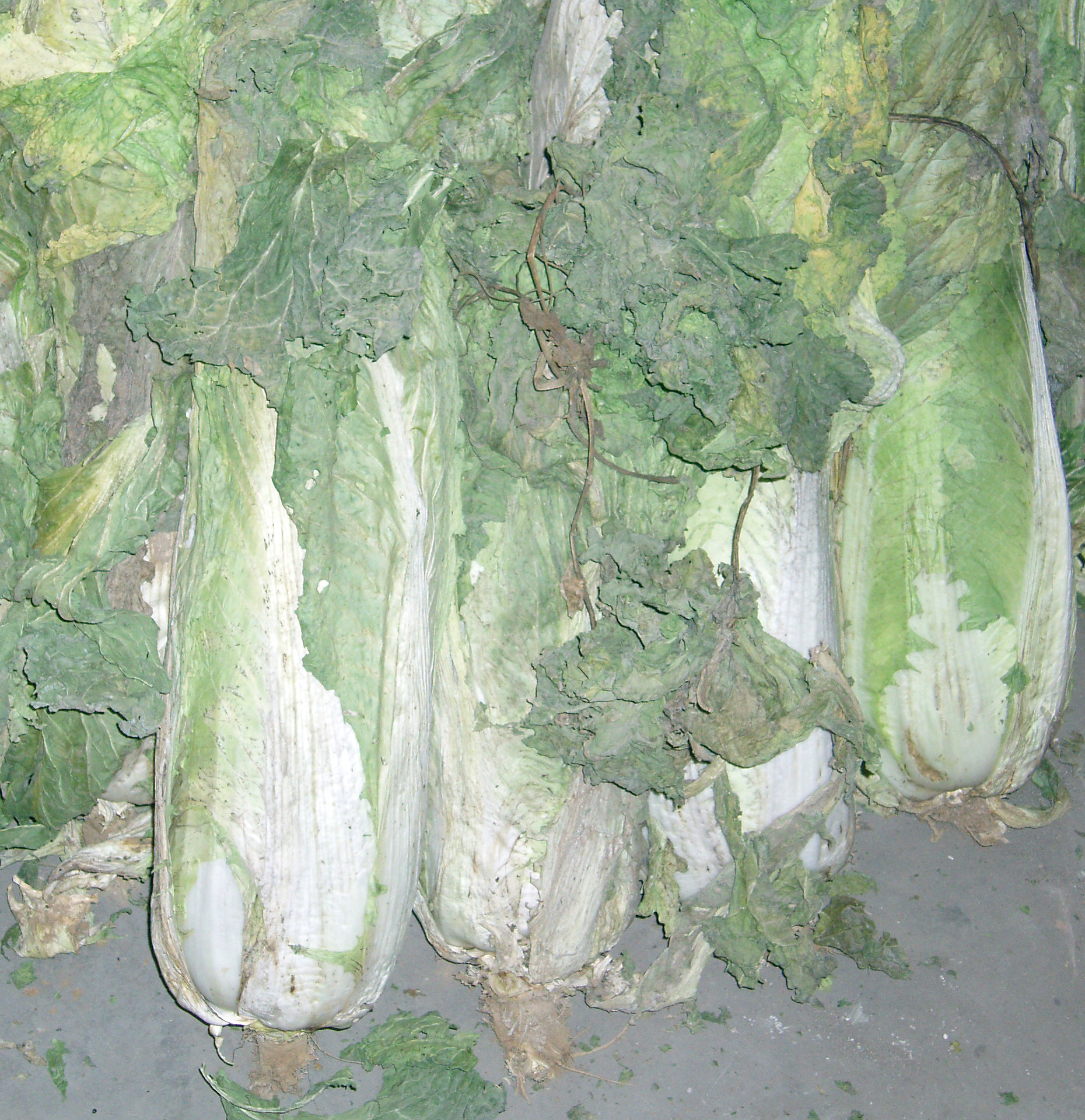
花心型白菜

- 娃娃菜，雲南原產的小號品種，於山地或高原上哉種，比一般黃芽白小得多，但仍然比小白菜大一些。而有些商店或菜販會把外層葉殘舊的普通黃芽白，削去殘葉當作娃娃葉發售。
- 紹菜，有時專指比普通黃芽白更長的品種。

## 诗歌、谚语、俗语
- “春初早韭，秋末晚菘”六朝古都金陵，《南齐书》载周颙于锺山西立隐舍，清贫寡欲，终日长蔬食，卫将军王俭问他“山中何所食？”顒答曰：“赤米白盐，绿葵紫蓼。”文惠太子问：“菜食何味最胜？”顒曰：“春初早韭，秋末晚菘”；
- 唐朝诗人韩愈：“早菘细切肥牛肚”；
- 宋朝词人苏东坡：“白菘似羔豚，冒土出熊蟠”；
- 《津门竹枝词》：“芽韭交春色半黄，锦衣桥畔价偏昂，三冬利赖资何物，白菜甘菘是窖藏”；
- 关于白菜的民间谚语有：
  - 方便食用：“白菜可做百样菜”、“种一季吃半年，从冬可以吃到春”、“萝卜白菜，各有所爱”；
  - 便宜：“大头白菜论斤卖，一二文钱价不昂”；
  - 种植方法：“头伏萝卜二伏芥，三伏里头种白菜”、“白菜密插，芥菜跑马”、“淹不死的白菜，旱不死的葱”、“萝卜白菜葱，多用大粪攻”、“霜降摘柿子，小雪砍白菜”；
  - 营养价值：“白菜萝卜汤，益寿保健康”、“白菜是个宝，赛过灵芝草”、“鱼生火，肉生痰，白菜豆腐保平安”、“立冬白菜赛羊肉”；
- 香港歌手林子祥的《分分鐘需要你》一句「鹹魚白菜也好好味」是貧窮生活的鮮活反映；
- 由于白菜价格相对低廉，因此“白菜价”一词也用于形容极低的价格。

## 备注
1. ↑  “帮”在此处指物体两侧或周围的部分，“菜帮”即蔬菜的外部厚硬叶。

## 延伸阅读
[在维基数据编辑]
 《欽定古今圖書集成·博物彙編·草木典·菘部》，出自陈梦雷《古今圖書集成》